# Dolores Hidalgo, Guanajuato
Dolores Hidalgo, officiellt Dolores Hidalgo Cuna de la Independencia Nacional, är en ort i Mexiko.   Den ligger i kommunen Dolores Hidalgo och delstaten Guanajuato, i den centrala delen av landet, 270 km nordväst om huvudstaden Mexico City. Dolores Hidalgo ligger 1 918 meter över havet och antalet invånare är 59 240.
Terrängen runt Dolores Hidalgo är platt åt nordost, men åt sydväst är den kuperad. Runt Dolores Hidalgo är det ganska tätbefolkat, med 93 invånare per kvadratkilometer. Dolores Hidalgo är det största samhället i trakten. Trakten runt Dolores Hidalgo består till största delen av jordbruksmark.